# Androtrichum trigynum
Androtrichum trigynum là một loài thực vật có hoa trong họ Cói. Loài này được (Spreng.) H.Pfeiff. mô tả khoa học đầu tiên năm 1937.